# Gracilidris
Gracilidris es un género monoespecífico de hormigas perteneciente a la subfamilia Dolichoderinae. Tienen comportamiento nocturno; y se creía que se habían extinguido hace 15-20 millones de años, pero han sido encontradas en Paraguay, Brasil y Argentina, donde fueron descritas en 2006. 
El único fósil existente en el ámbar dominicano permitió identificar este género como taxón lázaro. La única especie actual conocida, Gracilidris pombero, forma nidos de pequeñas colonias en el suelo. Estas hormigas se han descrito muy recientemente y poco se sabe de ellas.

## Especies
- †Gracilidris humiloides (Wilson, 1985)
- Gracilidris pombero Wild & Cuezzo, 2006